# Генерализована Риманова хипотеза
Риманова хипотеза је једна од најважнијих претпоставки у математици. То је исказ о нулама Риманове зета-функције. Разни геометријски и аритметички објекти могу се описати  глобалним L-функцијама, које су формално сличне Римановој зета-функцији. Затим се може поставити исто питање о нулама ових L-функција, што доводи до различитих генерализација Риманове хипотезе. Многи математичари верују да су ове генерализације Риманове хипотезе тачне. Једини случајеви ових претпоставки који су доказани јављају се у случају алгебарског поља функција (не у случају поља бројева).
Глобалне L-функције могу се повезати са елиптичким кривама, пољима бројева (у ком случају се називају Дедекиндовим зета-функцијама), Масовим формама и Дирихлеовим карактерима (у ком случају се називају Дирихлеовим L-функцијама). Када се Риманова хипотеза формулише за Дедекиндове зета-функције, позната је као проширена Риманова хипотеза (ЕРХ), а када се формулише за Дирихлеове L-функције, позната је као генерализована Риманова хипотеза (ГРХ). Ова два исказа биће детаљније размотрена у наставку. (Многи математичари користе назив генерализована Риманова хипотеза да би обухватили проширење Риманове хипотезе на све глобалне L-функције, а не само на посебан случај Дирихлеових L-функција.)

## Генерализована Риманова хипотеза (ГРХ)
Генерализовану Риманову хипотезу (за Дирихлеове L-функције) вероватно је први пут формулисао Адолф Пилц 1884. године. Као и оригинална Риманова хипотеза, она има далекосежне последице на расподелу простих бројева.
Формални исказ хипотезе је следећи. Дирихлеов карактер је потпуно мултипликативна аритметичка функција χ таква да постоји позитиван цео број k са χ(n + k) = χ(n) за све n и χ(n) = 0 кад год је gcd(n, k) > 1. Ако је дат такав карактер, дефинишемо одговарајућу Дирихлеову L-функцију са
{\displaystyle L(\chi ,s)=\sum _{n=1}^{\infty }{\frac {\chi (n)}{n^{s}}}}
за сваки комплексан број s такав да је Re s > 1. Помоћу аналитичког наставка, ова функција се може проширити на мероморфну функцију (само када је {\displaystyle \chi } примитиван) дефинисану на целој комплексној равни. Генерализована Риманова хипотеза тврди да, за сваки Дирихлеов карактер χ и сваки комплексан број s са L(χ, s) = 0, ако s није негативан реалан број, онда је реални део од s једнак 1/2.
Случај χ(n) = 1 за све n даје обичну Риманову хипотезу.

### Последице ГРХ
Дирихлеова теорема о аритметичким прогресијама тврди да ако су a и d узајамно прости природни бројеви, онда аритметичка прогресија a, a + d, a + 2d, a + 3d, ... садржи бесконачно много простих бројева. Нека π(x, a, d) означава број простих бројева у овој прогресији који су мањи или једнаки x. Ако је генерализована Риманова хипотеза тачна, онда за свако узајамно просто a и d и за свако ε > 0,
{\displaystyle \pi (x,a,d)={\frac {1}{\varphi (d)}}\int _{2}^{x}{\frac {1}{\ln t}}\,dt+O(x^{1/2+\varepsilon })\quad {\mbox{ as }}\ x\to \infty ,}
где је {\displaystyle \varphi } Ојлерова фи функција, а {\displaystyle O} је велико О. Ово је значајно појачање теорема о простим бројевима.
Ако је ГРХ тачна, онда свака права подгрупа мултипликативне групе {\displaystyle (\mathbb {Z} /n\mathbb {Z} )^{\times }} изоставља број мањи од 2(ln n)2, као и број узајамно прост са n мањи од 3(ln n)2. Другим речима, {\displaystyle (\mathbb {Z} /n\mathbb {Z} )^{\times }} је генерисана скупом бројева мањих од 2(ln n)2. Ово се често користи у доказима, и има многе последице, на пример (под претпоставком ГРХ):
- Милер-Рабинов тест простоте гарантовано се извршава у полиномијалном времену. (Полиномијални тест простоте који не захтева ГРХ, АКС тест простоте, објављен је 2002. године.)
- Шенкс-Тонелијев алгоритам гарантовано се извршава у полиномијалном времену.
- Детерминистички алгоритам Ивањош-Карпински-Сакена[3] за факторизацију полинома над коначним пољима са простим константно-глатким степенима гарантовано се извршава у полиномијалном времену.

Ако је ГРХ тачна, онда за сваки прост број p постоји примитивни корен по модулу p (генератор мултипликативне групе целих бројева по модулу p) који је мањи од {\displaystyle O((\ln p)^{6}).}
Голдбахова слаба претпоставка такође следи из генерализоване Риманове хипотезе. Још увек не верификован доказ Харалда Хелфгота за ову претпоставку верификује ГРХ за неколико хиљада малих карактера до одређеног имагинарног дела како би се добиле довољне границе које доказују претпоставку за све целе бројеве изнад 1029, док су цели бројеви испод те границе већ верификовани рачунски.
Под претпоставком тачности ГРХ, процена збира карактера у Полиа-Виноградовљевој неједнакости може се побољшати на {\displaystyle O\left({\sqrt {q}}\log \log q\right)}, где је q модул карактера.

## Проширена Риманова хипотеза (ЕРХ)
Претпоставимо да је K поље бројева (коначно-димензионално проширење поља рационалних бројева {\displaystyle \mathbb {Q} }) са прстеном целих бројева OK (овај прстен је интегрално затворење целих бројева {\displaystyle \mathbb {Z} } у K). Ако је a идеал од OK, осим нултог идеала, означавамо његову норму са Na. Дедекиндова зета-функција од K се тада дефинише са
{\displaystyle \zeta _{K}(s)=\sum _{a}{\frac {1}{(Na)^{s}}}}
за сваки комплексан број s са реалним делом > 1. Сума се протеже преко свих ненултих идеала a од OK.
Дедекиндова зета-функција задовољава функционалну једначину и може се проширити аналитичким наставком на целу комплексну раван. Резултујућа функција кодира важне информације о пољу бројева K. Проширена Риманова хипотеза тврди да за свако поље бројева K и сваки комплексан број s са ζK(s) = 0: ако је реални део од s између 0 и 1, онда је он заправо 1/2.
Обична Риманова хипотеза следи из проширене ако се за поље бројева узме {\displaystyle \mathbb {Q} }, са прстеном целих бројева {\displaystyle \mathbb {Z} }.
ЕРХ имплицира ефективну верзију Чеботаревљеве теореме о густини: ако је L/K коначна Галоаова екстензија са Галоаовом групом G, и C унија класа коњугације од G, број неразгранатих простих бројева од K норме испод x са Фробенијусовом класом коњугације у C је
{\displaystyle {\frac {|C|}{|G|}}{\Bigl (}\operatorname {Li} (x)+O{\bigl (}{\sqrt {x}}(n\log x+\log |\Delta |){\bigr )}{\Bigr )},}
где је константа имплицирана у великом-О нотацији апсолутна, n је степен од L над Q, а Δ њена дискриминанта.